# Крукс, Томас Мэттью
Томас Мэттью Крукс (англ. Thomas Matthew Crooks; 20 сентября 2003, Бетел-Парк, Пенсильвания, США — 13 июля 2024, Меридиан, Батлер, Пенсильвания, США) — американец, совершивший покушение на 45-го и 47-го президента США Дональда Трампа во время предвыборной речи 13 июля 2024 года. В результате покушения Дональд Трамп получил лёгкое ранение, однако при стрельбе был убит другой человек, а ещё трое получили ранения, из которых двое были госпитализированы в критическом состоянии. В машине стрелка была обнаружена взрывчатка.

## Ранние годы, образование
Томас Мэттью Крукс родился 20 сентября 2003 года и вырос в Бетел-Парке, штат Пенсильвания. Местный политик охарактеризовал место, в котором он жил, как район «среднего класса, возможно, даже выше среднего». Оба его родителя работали лицензированными консультантами. Воспоминания о Круксе, включая информацию о его жизни и личности, значительно разнятся.
Он учился в средней школе Бетел-Парка, его успеваемость была выше среднего. В 2022 году Крукс окончил школу с отличием и получил премию в размере 500 долларов от Национальной инициативы по изучению математики и естественных наук. Одноклассники и начальство школы охарактеризовали его как тихого человека, причём одноклассники говорили, что он часто подвергался травле по разным причинам, включая его спокойное поведение и то, что он ходил в школу в камуфляжной охотничьей одежде и медицинских масках. Круксу нравилось играть в шахматы и видеоигры, он учился программированию.
Некоторые ученики средней школы Бетел-Парка рассказали, что Крукс пробовался в школьную команду по стрельбе из лука, но провалил отбор из-за плохой меткости. В школьном округе Бетел-Парка заявили, что нет данных о том, чтобы Крукс проходил отбор.
За два месяца до стрельбы Крукс получил ассоциированную степень в области инженерии в общественном колледже округа Аллегейни. На момент осуществления покушения он работал помощником диетолога в местном доме престарелых. Руководство учреждения заявило, что Крукс «добросовестно выполнял свою работу».
Он был принят в Питтсбургский университет и в Университет Роберта Морриса и планировал поступить в последний.
В поле зрения правоохранительных органов не попадал, и ФБР заявило, что нет никаких признаков того, что у него были проблемы с психикой. Министерство обороны США установило, что он не проходил военную службу. Однако бывший одноклассник сказал, что Крукс был заинтересован в прохождении службы, чтобы получить средства на своё обучение в колледже. Он состоял членом местного стрелкового клуба по меньшей мере год.
В 2022 году Крукс появился в рекламе инвестиционной компании BlackRock, которая была снята в его средней школе; компания изъяла эту рекламу после покушения.

## Покушение на Трампа

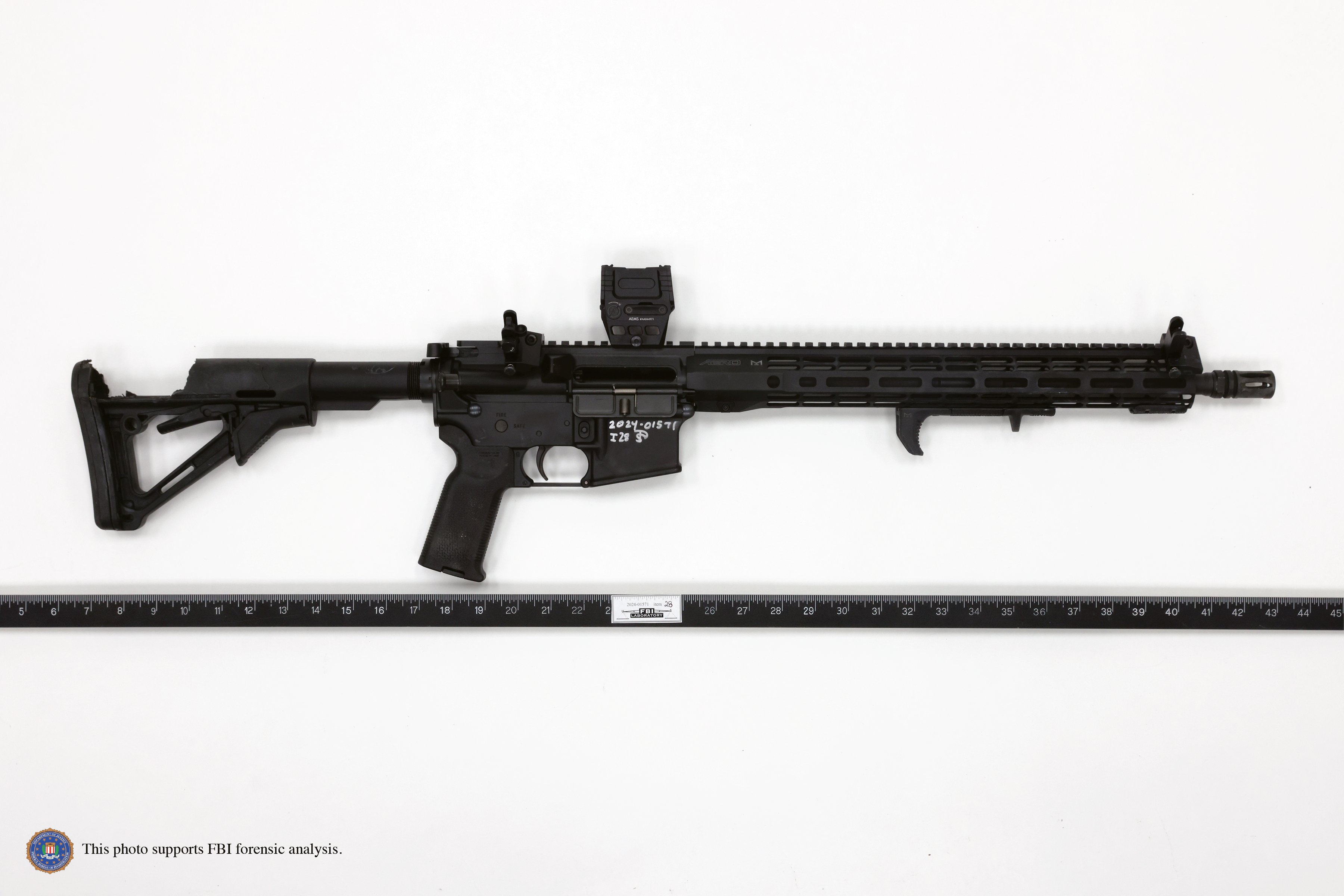
Винтовка AR-15 из которой Крукс стрелял

Крукс, вооружённый винтовкой типа AR, взобрался на крышу здания, расположенного на расстоянии около 120 метров к северу от сцены, где Трамп выступал перед собравшимися на территории выставки Butler Farm Show.
За несколько часов до покушения Крукс использовал дрон для разведки местности. Сенатор США Джон Баррасо в эфире канала Fox News сообщил, что Крукса, более чем за час до начала стрельбы, идентифицировали как подозрительного из-за наличия дальномера и рюкзака.
Секретная служба сообщила, что стрелок изначально планировал попасть на выступление до его начала и попытался пройти через металлоискатели. Однако за несколько минут до рамок передумал и ушёл, и полиция заметила его подозрительное поведение. В интервью ABC News директор Секретной службы Кимберли Читл сообщила — здание, откуда вёлся огонь, находилось в зоне ответственности местных правоохранительных органов. И сотрудники местных органов расположились внутри здания, в то время как стрелок расположился на крыше этого же здания. В связи с чем, Читл отказалась добровольно уходить в отставку, при этом приняв на себя ответственность за произошедшее.
Шериф округа Батлер Майкл Слуп в интервью журналистам рассказал, что полиция пыталась найти стрелка в районе проведения мероприятия, но не смогла. Позднее один из офицеров заметил мужчину на крыше здания и взобрался на неё для осмотра, однако стрелок увидел полицейского и направил на него своё оружие, в результате чего безоружный полицейский вынужден был спрыгнуть. Очевидцы также заметили Крукса и сообщили присутствовавшим полицейским о человеке с винтовкой, однако те вплоть до начала покушения не предприняли каких-либо активных действий в отношении Крукса.
Заняв позицию на крыше, Крукс открыл стрельбу по Дональду Трампу, выступавшему в тот момент на трибуне. Первым выстрелом Крукс задел правое ухо Трампа. Фотографу Дагу Миллсу удалось запечатлеть траекторию одной из пуль, летевших в Трампа.

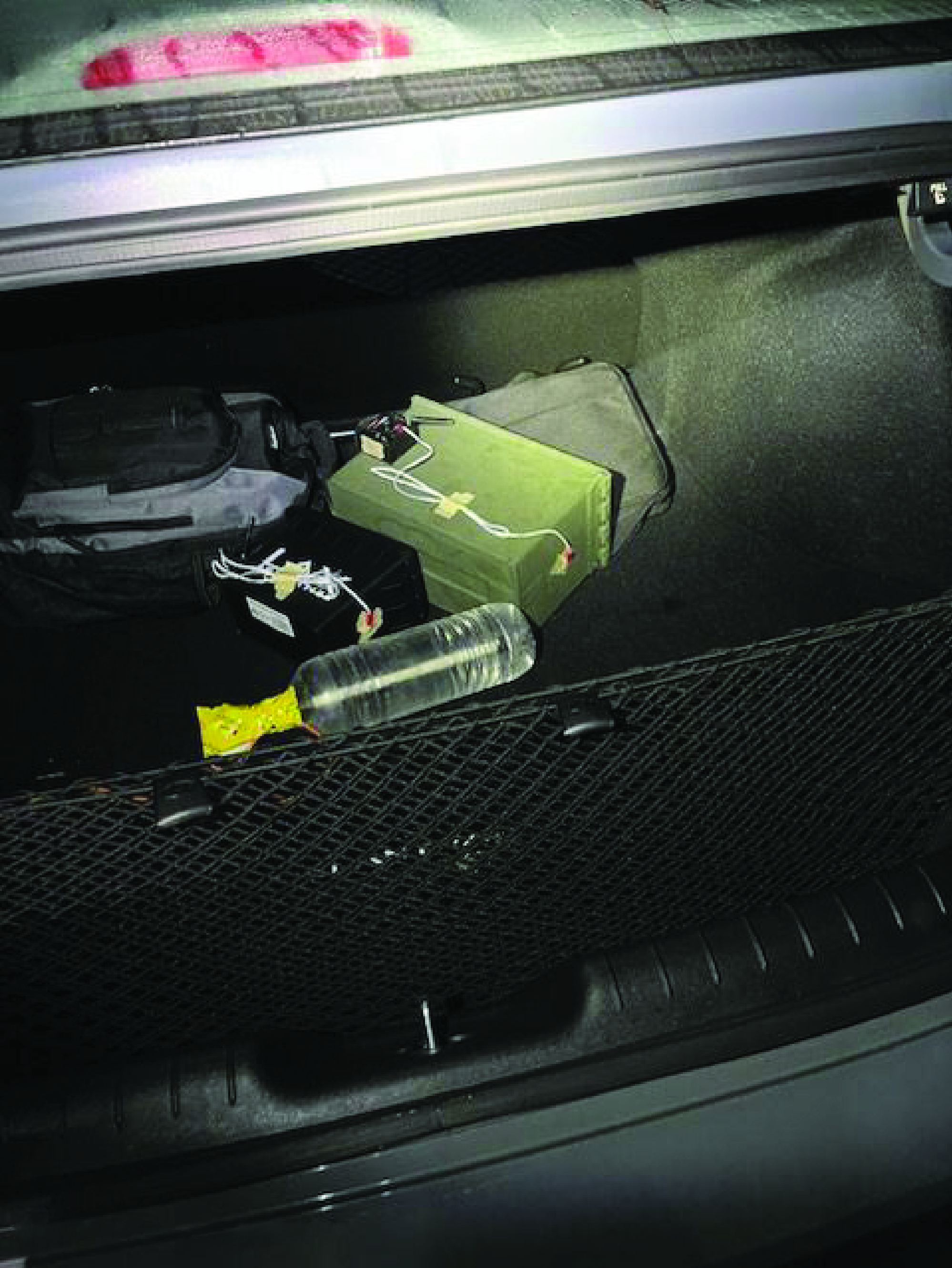
Взрычатка в машине Крукса

Последовавшие выстрелы не попали в цель и поразили нескольких участников митинга в непосредственной близости. Один человек, 50-летний Кори Комператоре, погиб, ещё двое получили серьёзные ранения: 57-летний Дэвид Датч из города Нью-Кенсингтон и 74-летний Джеймс Копенхейвер из города Мун-Тауншип. Член палаты представителей США Ронни Джексон также сообщил, что пуля оцарапала его племянника. Огонь вёлся из штурмовой винтовки AR-15, оснащённой складным прицелом, в силу чего стрелок стал менее заметным. А в день покушения Крукс искал в интернете информацию, насколько далёко Освальд находился от Кеннеди.
Крукс расположился на плоской крыше здания примерно в 120—150 метрах к юго-востоку от места расположения Трампа. Поскольку здание находилось за пределами зоны безопасности, ему удалось обойти барьеры безопасности или избежать их, забравшись на крышу. Крукс был убит контрснайперской командой Секретной службы сразу после покушения. На момент смерти у него не было при себе удостоверения личности, его личность была подтверждена правоохранительными органами с помощью биометрии отпечатков пальцев и анализа ДНК.
24 июля директор ФБР Кристофер Рэй сообщил — самодельные взрывные устройства, найденные в машине и доме Крукса, были предназначены для дистанционного приведения в действие. При осмотре тела Крукса был обнаружен передатчик, но ФБР считает, что он не смог бы привести устройства в действие.
Мотивы Крукса неизвестны, расследование продолжается. Следствие обнаружило, что у Крукса было три зашифрованных аккаунта на зарубежных платформах, и пытается получить к ним доступ.

## Политические взгляды

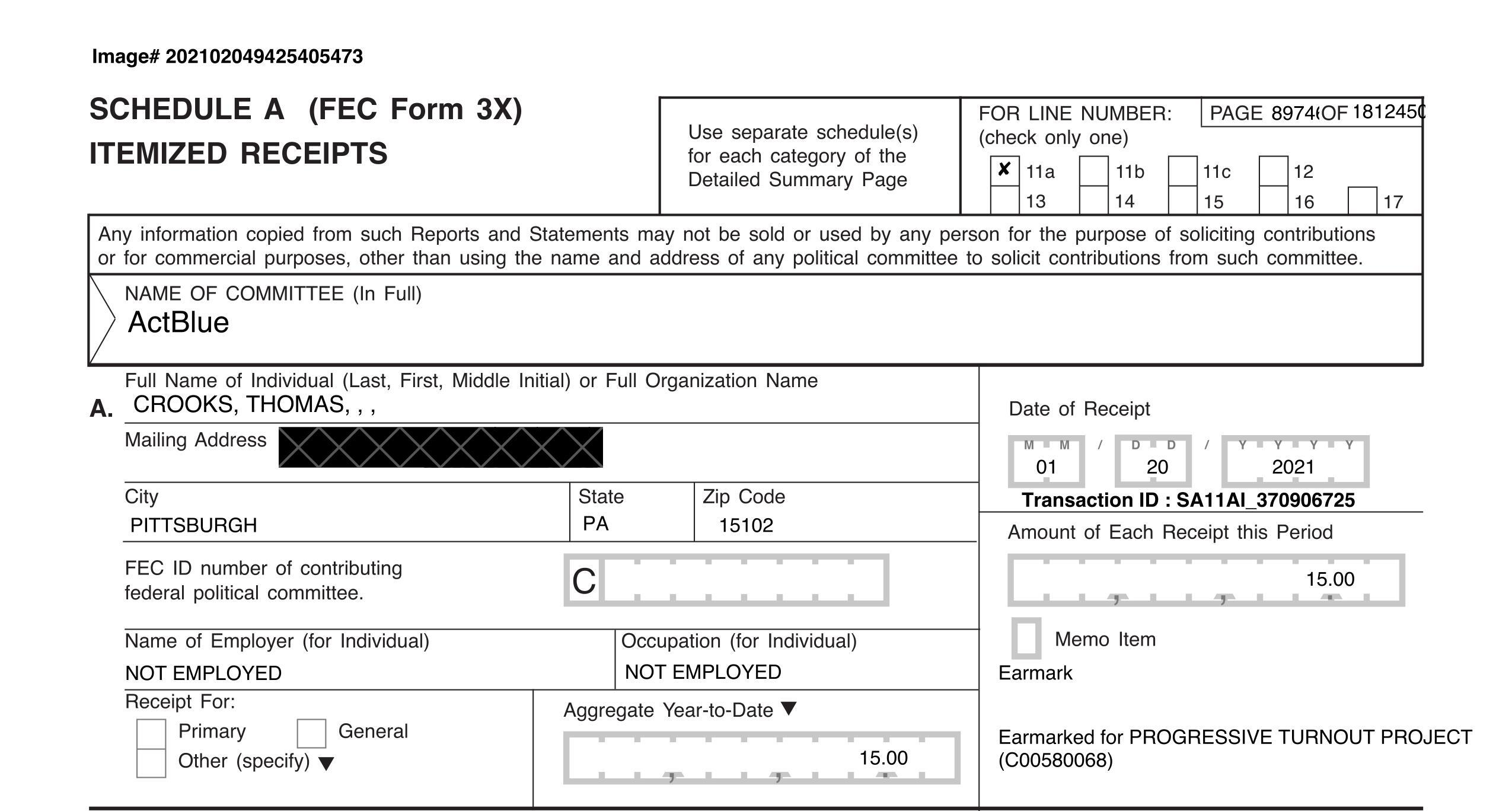
Квитанция Крукса на пожертвование 15$ в пользу ActBlue в 2021 году.

Власти заявили, что политические взгляды Крукса неизвестны, а также неизвестно, было ли покушение политически мотивированным. Воспоминания о политических взглядах Крукса противоречивы.
Крукс был зарегистрирован для голосования с сентября 2021 года, когда ему исполнилось 18 лет. В базе данных избирателей он был зарегистрирован как сторонник республиканцев. Крукс голосовал только один раз, на промежуточных выборах 2022 года.
20 января 2021 года, в возрасте 17 лет, он пожертвовал 15 долларов Progressive Turnout Project, либеральной группе по привлечению избирателей, через платформу пожертвований Демократической партии ActBlue. Его пожертвование было сделано в тот же день, когда президент Джо Байден был приведён к присяге при вступлении в должность.
24 июля 2024 года, в ходе расследования ФБР нашли возможный профиль Томаса Крукса в соцсети Gab. ФБР запросило у платформы информацию по всем привязанным аккаунтам Google. Создатель Gab Эндрю Торба рассказал, что последний раз аккаунт под ником epicMicrowave заходил в онлайн в 2021 году. Всего он оставил девять сообщений, большая часть из которых оправдывает открытые границы для нелегалов.